# 池鏡
池鏡（朝鮮語: 지경）は、中国宋の文官であり、朝鮮氏族の忠州池氏の始祖である。
中国宋の弘農郡出身で、960年に奉使官として高麗に派遣され、金紫光禄大夫・太保平章事を歴任した。
池鏡の6代子孫は門下侍郎平章事を務めた後、忠原伯に封ぜられた池宗海である。